# Gagrella erebea
Gagrella erebea is een hooiwagen uit de familie Sclerosomatidae.